# Langenaubach
Langenaubach ist ein Ortsteil der Stadt Haiger im mittelhessischen Lahn-Dill-Kreis.

## Geographie

### Geographische Lage
Langenaubach liegt in den nordöstlichen Ausläufern des Westerwalds an der Nahtstelle zum nördlich angrenzenden Rothaargebirge am Aubach, der für die Namensgebung der Ortschaft hauptverantwortlich ist. Langenaubach grenzt an die folgenden Gemarkungen: Flammersbach im Norden, Oberdresselndorf im Nordwesten, Niederdresselndorf im Nordwesten, Rabenscheid im Südwesten, Breitscheid im Süden, Medenbach im Südosten, Donsbach im Osten sowie Haiger im Nordosten. Östlich des Dorfes befindet sich die ehemalige Eisenerzgrube „Constanze“. Langenaubach liegt am Rothaarsteig. Teile der Gemarkung stehen aufgrund der seltenen Pflanzen, Fossilien und Bodenfunde unter Naturschutz.

### Straßen
Der Ort liegt rund drei Kilometer südwestlich von Haiger an der L3044 nach Rabenscheid. Die Kreisstraße 41 zweigt aus der Dorfmitte gen Süden ab nach Breitscheid. Ein asphaltierter Wirtschaftsweg verbindet Langenaubach mit Donsbach.

### Wanderwege
Der Weitwanderweg Rothaarsteig, der durch die waldreiche Mittelgebirgslandschaft bis nach Brilon in Nordrhein-Westfalen führt, streift die Gemarkung an seiner Südseite. Die Blockhütte oberhalb des Ortes ist ein an Wochenenden gerne angelaufener Rastpunkt.

### Gewässer
Es gibt mehrere Bachläufe und eher kleine, stehende Gewässer im Gemarkungsgebiet.

#### Seen
- Bombenkrater (wassergefüllt) in der Nähe der Blockhütte
- Absetzbecken der Tongrube „Iphigenie“ (rechte Talseite, Goerg & Schneider GmbH)
- Basaltsteinbruch „Am Hohenbühl“ (Naturdenkmal unweit des Waldweges südlich des Aubachs gen Rabenscheid)
- „Haupts Bruch“ (wassergefüllt) (Basaltsteinbruch im südlich des Ortes gelegenen Waldgebiet; In den großen Raupern, Flur 15, Stück 307)
- (diverse) Fischweiher oberhalb des Ortes gen Rabenscheid
- (diverse) Fischweiher unterhalb des Mühlgrabens zwischen alter Mühle und Backes

#### Bäche
- Aubach
- Grünbach
- Frossbach
- Ermbach
- Läbach
- Ölsbach
- Rombach
- Selmbach
- Serbach
- Lembach

## Geschichte

### Siedlungsplätze
In der Gemarkung sind Siedlungsplätze aus der Zeit um 4500 v. Chr. nachgewiesen. In den Raupern, am Grauborn, am Rechelsborn und am Gewenn finden sich teilweise noch heute Reste dieser Ansiedlungen.
Weitere alte Siedlungsplätze innerhalb der Gemarkung sind:
- Haus Marianne
- Im Rombach
- Kalkhecke
- Mühle
- Wildweiberhäuschen

### Geschichtliche Eckpunkte
Langenaubach, bzw. ein Aubacher Bürger, wurde am 17. Januar 1281 erstmals urkundlich erwähnt. In einer Streitsache zwischen dem Deutschen Orden und den Rittern von Haiger im Jahr 1281 wurde 'Hartmannus von Ubach' für eine kurze Zeit im Marburger Land gefangen gehalten. Der Ort trug damals, wie der den Ort durchfließende Bach, den Namen Ubach. Später wurde es zur besseren Unterscheidung vom ebenfalls Ubach genannten Waldaubach in Langenaubach umbenannt. Es ist belegt, dass Ubach noch um das Jahr 1500 als Ortsname verwendet wurde. Aufgrund des Namens ist zu vermuten, dass der Ort bereits in der Zeit vor 500 nach Christus entstanden sein könnte.
Langenaubach besaß bereits am 30. April 1452 eine Kapelle mit Nassau-Dillenburgischem Patronat. Langenaubach verfügte um 1495 über eine eigene Mühle. Im Jahr 1590 gehörte Langenaubach zum Kirchspiel Haiger.
Die Einführung der Reformation in der Grafschaft Nassau-Dillenburg ab 1533 führte auch zu einem Bekenntniswechsel im Dorf. Um 1575 gab es einen weiteren Wechsel zum reformierten Bekenntnis.
Im Jahr 1718 brannte der Ort erstmals nieder.
Das ehemalige Gemeindeamt bildet zusammen mit der heutigen Kapelle aus dem Jahr 1749 den alten Ortskern. Dieses Gebäude hat zusammen mit einigen wenigen anderen (Mühle, Dellner-Dreisbachs-Haus) den zweiten Dorfbrand überstanden. Die Glocke der Kapelle ist sehr viel älter als die Kapelle selbst. Sie zeigt die Jahreszahl 1400 und stellt damit wohl die älteste Glocke im ehemaligen Dillkreis mit einer exakten Angabe einer Jahreszahl dar.
Am 24. Juni 1813 ereignete sich der zweite große Dorfbrand, dem 57 Häuser, 56 Scheunen und 30 Ställe und Schuppen zum Opfer fielen.
Allerdings verlor kein einziger Bewohner sein Leben. Der entstandene Schaden wurde auf 28950 Gulden beziffert. Der Wiederaufbau des bereits damals langgestreckten Ortes fand als Straßendorf, in der heutigen Form, statt.
In der Nacht vom 8. auf den 9. Juli 1832 ereignete sich ein weiterer größerer Brand.
1908 kam die Elektrizität in das Dorf. Strom lieferte eine Mühle, welcher den Bewohnern das Leben erleichterte. Der Nachbarort Flammersbach hingegen musste noch viele Jahre auf elektrisches Licht warten.
Die selbständige Gemeinde Langenaubach war lange Jahre durch den Abbau der Bodenschätze und die Erträge der Forstwirtschaft so wohlhabend, dass keine Gemeindesteuern erhoben wurden.
Früher hatte der Ort einen Bahnhof (Bahnhof Rabenscheid) an der 1926 eröffneten Bahnstrecke Haiger–Breitscheid. Die Strecke wurde 1997 geschlossen. Nach 2010 wurden Gleise und Schotter abgebaut sowie verschiedene Unterführungen abgerissen.
Hessische Gebietsreform (1970–1977)
Im Zuge der Gebietsreform in Hessen wurde die bis dahin selbständige Gemeinde Langenaubach zusammen mit anderen Gemeinden am 1. Januar 1977 kraft Landesgesetz in die Stadt Haiger eingemeindet. Ein Ortsbezirk nach der Hessischen Gemeindeordnung wurde für Langenaubach nicht errichtet.

### Schule
Es gibt eine im Jahr 1819 begonnene Schulchronik, welche ausführlich über die Langenaubacher Schule berichtet. Seit 1660 werden darin Lehrer in Langenaubach explizit mit Namen genannt. So unterrichtete der erste Lehrer Johann Reiffenberger mehr als fünfzig Jahre mehrere Generationen der Dorfbewohner. Auch zuvor schon waren Hilfsgeistliche oder begabte Bauern als Lehrer tätig. In den verschiedenen Häusern wurde Unterricht gehalten. Die Entlohnung fand i. d. R. durch Naturalien statt.
1817 wurde das erste Schulhauses gebaut. Es bestand aus einem einzigen Unterrichtsraum und einer einzimmerigen Wohnung für den Lehrer. Seit diesem Zeitpunkt sind Lehrer im Dorf ‚fest bestallt‘. Bezeichnet wurden sie als ‚Schulvikare‘ bzw. Schulgehilfen. Nach einem Anwachsen der Bevölkerung und damit auch der Schülerzahl wurden sie zu vollwertigen Lehrern des Ortes. Am 16. November 1911 wurde die Einweihung der neuen Volksschule in Langenaubach gefeiert. Notwendig wurde Anfang des 19. Jhr. aufgrund der Schülerzahl von fast 60 ein Schulneubau. Zeitweilig musste im Rathaus eine Klasse unterrichtet werden. Seit 1973 werden in einem neuen Grundschulgebäude Schüler aus dem benachbarten Flammersbach und Langenaubach gemeinsam unterrichtet.

### Post
Viele Jahre lang wurden im Langenaubacher Postgebäude, der unter Denkmalschutz stehenden Alten Schule, alle postdienstlichen Aufgaben für den Ort, und zwischenzeitlich auch für das benachbarte Flammersbach, erledigt. Die Rente für beide Orte wurde hier ausgezahlt. Darüber hinaus unterrichtete ein Aushängekasten die Bewohner über amtliche Bekanntmachungen sowie das zu erwartende Wetter. Außer dem Rathaus verfügte nur die Post über eine Telefonverbindung, daher wurden von hier viele persönliche Nachrichten weitergegeben und angenommen. Posthalter Louis Becker besaß lange Zeit das einzige Fahrrad im Ort. Es kam wiederholt vor, dass er nach Haiger fahren musste, um Medikamente zu besorgen oder dort anderweitig wichtige Dinge für die Dorfbewohner zu erledigen.

### Mühlen
Der Aubach trieb in vergangener Zeit mindestens neun Mahlmühlen an. Davon waren 1961 noch zwei in Betrieb. 1972 stellte „Röders Mühle“ als „letzte ihrer Art“ die Arbeit endgültig ein.

### Gruben und Steinbrüche
Der geologisch besonderen Lage Langenaubachs ist die Vielzahl an Bodenschätzen und unterschiedlichen Gesteinen zu verdanken. Um 1600 bereits gab es Kalkbrenner in Langenaubach. In simplen Öfen wurde Mörtelkalk für die Grundmauern von Häusern gebrannt, aber auch für Befestigungen, z. B. das Dillenburger Schloss. Kalk wurde auch nach Haiger in eine Brennerei geliefert. Noch zu Beginn des 19. Jahrhunderts existierten in der Langenaubacher Gemarkung mehrere Kalksteinbrüche: in ‚Innersch Loch‘, im ‚Aljerschhaa‘, im ‚Rommuch‘, im ‚Schleißberg‘, vor dem ‚Hirzeberg‘ und in der ‚Kalkhecke‘.
Diverse Basaltsteinbrüche (z. B. „Haupts Bruch“, ein Basaltsteinbruch unweit des Rabenscheider Tunnels der damaligen Fa. Wilhelm Haupt + Söhne und der Basaltsteinbruch „Am Hohenbühl“) lieferten Rohmaterial für Pflastersteine.
Die Gruben Marianne, Trieschberg und der Hasenstollen (knapp auf Rabenscheider Gemarkung) lieferten Braunkohle.
Gen Haiger unweit des Lembach lag die Grube Gesegnete Hoffnung, in welcher Kupfer gefördert wurde. Gen Donsbach im oberen Selmbachtal befand sich die mit ihr durchschlägige Grube Alte Hoffnung, in welcher ebenso Kupfer gefördert wurde.
Neben Basalt, Kalkstein, Rotschiefer, Schwarzschiefer und Ton wurde in der Langenaubacher Gemarkung auch Eisenerz abgebaut.
Von 1836 bis 1963 lieferte die Grube Constanze Fluß- oder Roteisenstein. Heute ist die Grube als wichtigster Wasserlieferant erster Güte in die Wasserversorgung der Stadt Haiger eingebunden.

### Verwaltungsgeschichte im Überblick
Die folgende Liste zeigt die Herrschaftsgebiete und Staaten, in denen Langenaubach lag, bzw. die Verwaltungseinheiten, denen es unterstand:
- vor 1739: Heiliges Römisches Reich, Grafschaft/Fürstentum Nassau-Dillenburg, Amt Dillenburg mit Gericht Haiger
- ab 1739: Heiliges Römisches Reich, Fürstentum Nassau-Diez, Amt Dillenburg mit Gericht Haiger
- 1806–1813: Großherzogtum Berg, Département Sieg, Arrondissement Dillenburg, Kanton Dillenburg
- 1813–1815: Fürstentum Nassau-Oranien, Amt Dillenburg mit Gericht Haiger
- ab 1816: Herzogtum Nassau[Anm. 1], Amt Dillenburg
- ab 1849: Herzogtum Nassau, Kreisamt Herborn[Anm. 2]
- ab 1854: Herzogtum Nassau, Amt Dillenburg
- ab 1867: Norddeutscher Bund[Anm. 3], Königreich Preußen, Provinz Hessen-Nassau, Regierungsbezirk Wiesbaden, Dillkreis[Anm. 4]
- ab 1871: Deutsches Reich, Königreich Preußen, Provinz Hessen-Nassau, Regierungsbezirk Wiesbaden, Dillkreis
- ab 1918: Deutsches Reich, Freistaat Preußen, Provinz Hessen-Nassau, Regierungsbezirk Wiesbaden, Dillkreis
- ab 1932: Deutsches Reich, Freistaat Preußen, Provinz Hessen-Nassau, Regierungsbezirk Wiesbaden, Landkreis Dillenburg
- ab 1933: Deutsches Reich, Freistaat Preußen, Provinz Hessen-Nassau, Regierungsbezirk Wiesbaden, Dillkreis
- ab 1944: Deutsches Reich, Freistaat Preußen, Provinz Nassau, Dillkreis
- ab 1945: Amerikanische Besatzungszone, Groß-Hessen, Regierungsbezirk Wiesbaden, Dillkreis
- ab 1946: Amerikanische Besatzungszone, Hessen, Regierungsbezirk Wiesbaden, Dillkreis
- ab 1949: Bundesrepublik Deutschland, Hessen, Regierungsbezirk Wiesbaden, Dillkreis
- ab 1968: Bundesrepublik Deutschland, Land Hessen, Regierungsbezirk Darmstadt, Dillkreis
- ab 1977: Bundesrepublik Deutschland, Land Hessen, Regierungsbezirk Darmstadt, Lahn-Dill-Kreis[Anm. 5]
- ab 1981: Bundesrepublik Deutschland, Land Hessen, Regierungsbezirk Gießen, Lahn-Dill-Kreis. Stadt Haiger

### Bevölkerung

#### Einwohnerentwicklung
| Langenaubach: Einwohnerzahlen von 1834 bis 2017 | Langenaubach: Einwohnerzahlen von 1834 bis 2017 | Langenaubach: Einwohnerzahlen von 1834 bis 2017 | Langenaubach: Einwohnerzahlen von 1834 bis 2017 | Langenaubach: Einwohnerzahlen von 1834 bis 2017 |
| --- | ----------------------------------------------- | ----------------------------------------------- | ----------------------------------------------- | ----------------------------------------------- |
| Jahr |                                                 |                                                 |                                                 | Einwohner                                       |
| 1834 | 1834                                            |                                                 | 420                                             | 420                                             |
| 1840 | 1840                                            |                                                 | 466                                             | 466                                             |
| 1846 | 1846                                            |                                                 | 464                                             | 464                                             |
| 1852 | 1852                                            |                                                 | 508                                             | 508                                             |
| 1858 | 1858                                            |                                                 | 531                                             | 531                                             |
| 1864 | 1864                                            |                                                 | 575                                             | 575                                             |
| 1871 | 1871                                            |                                                 | 616                                             | 616                                             |
| 1875 | 1875                                            |                                                 | 640                                             | 640                                             |
| 1885 | 1885                                            |                                                 | 727                                             | 727                                             |
| 1895 | 1895                                            |                                                 | 726                                             | 726                                             |
| 1905 | 1905                                            |                                                 | 784                                             | 784                                             |
| 1910 | 1910                                            |                                                 | 841                                             | 841                                             |
| 1925 | 1925                                            |                                                 | 1.031                                           | 1.031                                           |
| 1939 | 1939                                            |                                                 | 1.243                                           | 1.243                                           |
| 1946 | 1946                                            |                                                 | 1.532                                           | 1.532                                           |
| 1950 | 1950                                            |                                                 | 1.596                                           | 1.596                                           |
| 1956 | 1956                                            |                                                 | 1.655                                           | 1.655                                           |
| 1961 | 1961                                            |                                                 | 1.753                                           | 1.753                                           |
| 1967 | 1967                                            |                                                 | 1.877                                           | 1.877                                           |
| 1970 | 1970                                            |                                                 | 1.958                                           | 1.958                                           |
| 2005 | 2005                                            |                                                 | 1.873                                           | 1.873                                           |
| 2008 | 2008                                            |                                                 | 1.807                                           | 1.807                                           |
| 2011 | 2011                                            |                                                 | 1.818                                           | 1.818                                           |
| 2013 | 2013                                            |                                                 | 1.655                                           | 1.655                                           |
| 2016 | 2016                                            |                                                 | 1.641                                           | 1.641                                           |
| 2017 | 2017                                            |                                                 | 1.631                                           | 1.631                                           |
| Datenquelle: Historisches Gemeindeverzeichnis für Hessen: Die Bevölkerung der Gemeinden 1834 bis 1967. Wiesbaden: Hessisches Statistisches Landesamt, 1968. Weitere Quellen: LAGIS; nach 1970: Stadt Haiger; Zensus 2011 |                                                 |                                                 |                                                 |                                                 |

#### Einwohnerstruktur 2011
Nach den Erhebungen des Zensus 2011 lebten am Stichtag dem 9. Mai 2011 in Langenaubach 1818 Einwohner. Darunter waren 51 (2,8 %) Ausländer.
Nach dem Lebensalter waren 276 Einwohner unter 18 Jahren, 765 zwischen 18 und 49, 387 zwischen 50 und 64 und 390 Einwohner waren älter.
Die Einwohner lebten in 777 Haushalten. Davon waren 234 Singlehaushalte, 213 Paare ohne Kinder und 255 Paare mit Kindern, sowie 63 Alleinerziehende und 9 Wohngemeinschaften. In 177 Haushalten lebten ausschließlich Senioren und in 492 Haushaltungen lebten keine Senioren.

#### Religionszugehörigkeit
| • 1885: | 0723 evangelische (= 99,45 %), 3 katholische (= 0,41 %) und ein anderer (= 0,14 %) Christ.        |
| • 1961: | 1564 evangelische (= 89,22 %) und 164 katholische (= 9,36 %) Einwohner                            |
| • 2005: | 1385 evangelische (= 73,95 %), 188 katholische (= 10,06 %) und 374 sonstige (= 19,97 %) Einwohner |
| • 2017: | 1061 evangelische (= 65,05 %), 164 katholische (= 8,20 %) und 406 sonstige (= 24,89 %) Einwohner  |

## Wappen
Am 9. Oktober 1968 wurde der Gemeinde Langenaubach im damaligen Dillkreis ein Wappen mit folgender Blasonierung verliehen: Aus grünem U-förmigen Schildrand wachsend eine schwarze Spitze auf goldenem Grund.

## Kultur und Sehenswürdigkeiten

### Vereine
Es gibt ein reges Vereinsleben im Dorf:
- Aubachtaler-Musikanten e. V.
- Bergbaufreunde „Constanze“
- Carl Gustav Freunde Langenaubach e. V.
- FeG Langenaubach
- Evangelische Kirchengemeinde Langenaubach
- Freiwillige Feuerwehr Langenaubach e. V.
- Gesangverein „Sängerkranz“ Langenaubach
- Heimat- und Wanderfreunde Langenaubach e. V.
- Kleintierzuchtverein Langenaubach e. V.
- SSV Langenaubach 1920 e. V.
- Schützenverein Constanze e. V. Langenaubach
- Tennisclub „Constanze“ Langenaubach e. V.
- VdK Ortsgruppe Langenaubach
- Förderverein der Grundschule Langenaubach e. V.

### Witze
Lokal sprichwörtlich gewordene, besondere aber allgemein bezogene Charaktereigenschaften der Einwohner brachten sehr viele, meist gut gemeinte, Witze hervor, die diese als „Ostfriesen des Westerwalds“ charakterisieren.

### Aubacher Viertel
Lokale Berühmtheit hat ein „Aubacher Viertel“ – ein halbes Pfund Fleischwurst. Zwei Metzgermeister des Dorfs, Manfred und Christian Schneider, ließen sich 2015 den Begriff sogar patentieren.
Unter der deutschen Markennummer DE302014067942 ist der Markenname „Aubacher Viertel“ eingetragen.
Auf eine weithin große Bekanntheit der Langenaubacher Wurst lässt schließen, dass man vor einigen Jahrzehnten 'Aubacher Viertel' sogar in Frankfurt am Main kaufen konnte.

### Naturdenkmale

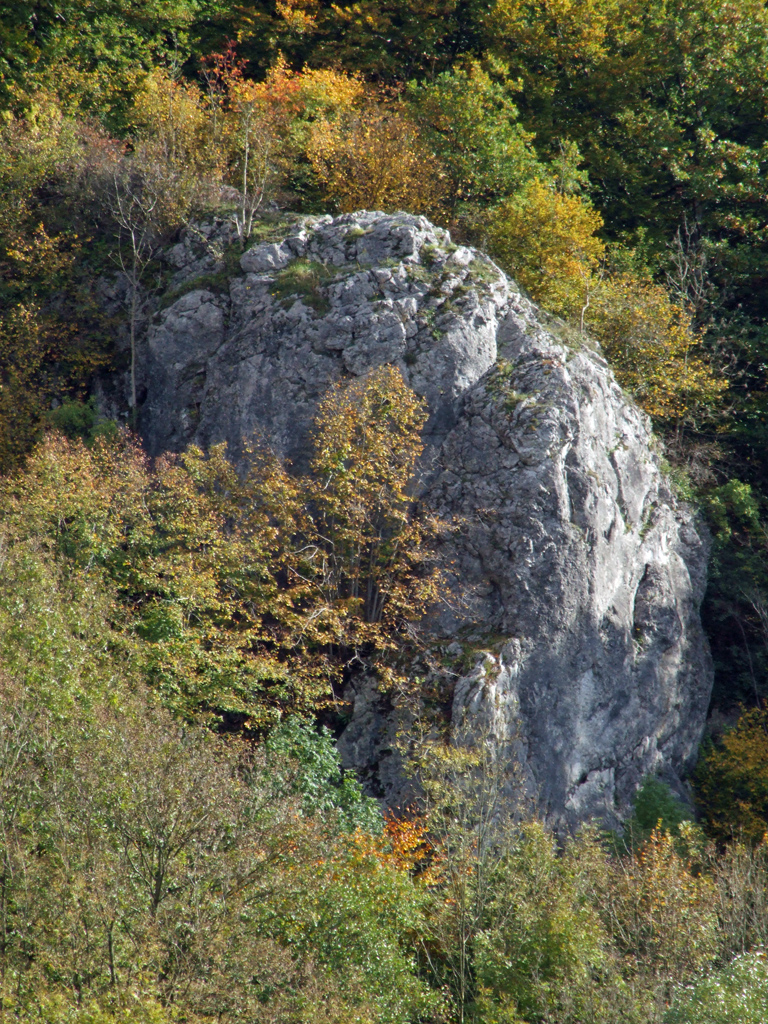
Wildweiberhäuschen

Ein markantes Wahrzeichen von Langenaubach ist das Wildweiberhäuschen, unweit von der Landesstraße L3044 zu erkennen. Mit ca. 30 Metern ragt der Fels aus dem Wald heraus. Die Gegend rund um das Wildweiberhäuschen ist ein beliebter Zielort für Geologen und Exkursionen, da hier unter anderem eine Vielzahl an Fossilien zu finden sind. Über dieses Naturdenkmal gibt es viele Sagen, die man sich im Ort erzählt. So gibt es die Sage der „wilden Weiber“ und eine Sage über einen verlorenen Schatz. 1953 wurde in einer Höhle unterhalb des Felsens tatsächlich ein Silberschatz, bestehend aus 87 Münzen entdeckt. Die gefundenen Münzen stammen etwa aus der Zeit zwischen 1150 und 1300 nach Christus und sind geographisch recht unterschiedlichen Ursprungs.

## Persönlichkeiten
- Peter Cestonaro (* 1954), ehemaliger Fußball-Bundesliga-Spieler und Ex-Trainer